# Юйхуань
Юйхуа́нь (кит. упр. 玉环, пиньинь Yùhuán) — городской уезд городского округа Тайчжоу провинции Чжэцзян (КНР).

## История
Исторически эти места входили в состав уезда Юэцин. Во времена империи Мин здесь был в 1469 году создан уезд Тайпин. Во времена империи Цин южная часть уезда была в 1728 году выделена в отдельный Юйхуаньский комиссариат (玉环厅), подчинённый напрямую властям провинции Чжэцзян. После Синьхайской революции в Китае была проведена реформа структуры административного деления, в ходе которой комиссариаты были упразднены, и в 1912 году Юйхуаньский комиссариат был преобразован в уезд Юйхуань (玉环县).
После образования КНР в 1949 году был создан Специальный район Вэньчжоу (温州专区), и уезд вошёл в его состав. В 1953 году из уезда Юйхуань был выделен уезд Дунтоу, но в 1958 году он снова был присоединён к уезду Юйхуань. В 1960 году уезд Юйхуань был расформирован, а его территория была разделена между городом Вэньчжоу (куда перешли земли бывшего уезда Дунтоу) и уездом Вэньлин.
В 1962 году был воссоздан Специальный район Тайчжоу (台州专区), и воссозданный в старых (без уезда Дунтоу) границах уезд Юйхуань вошёл в его состав. В 1973 году Специальный район Тайчжоу был переименован в Округ Тайчжоу (台州地区).
Постановлением Госсовета КНР от 22 августа 1994 году округ Тайчжоу был преобразован в городской округ.
В 2017 году уезд Юйхуань был преобразован в городской уезд.

## Административное деление
Городской уезд делится на 3 уличных комитета, 6 посёлков и 2 волости.

## Экономика
На базе рыбных хозяйств в Юйхуане активно развивается солнечная энергетика. В районе расположены завод посуды и кухонной утвари компании Supor, крупная угольная теплоэлектростанция и плавучая солнечная электростанция компании Huaneng Power International.